# Cheng Haifeng
Dans ce nom chinois, le nom de famille, Cheng, précède le nom personnel.
Cheng Haifeng (mandarin : 程海峰) (né le 21 février 1973 à Shanghai en République populaire de Chine) est un joueur de football chinois, qui évoluait au poste d'attaquant.